# Cline

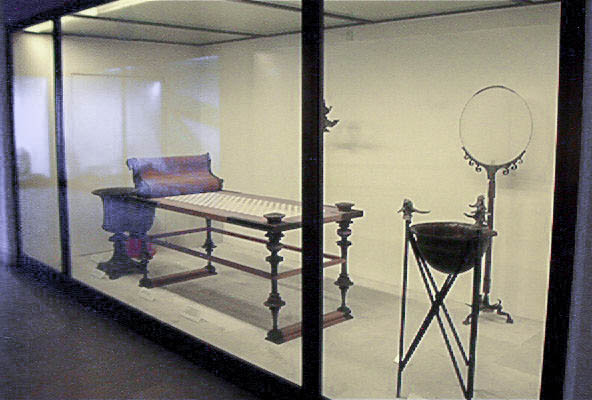
Cline exposada al Museu del Bardo (Tunísia)

La cline (en grec antic: κλίνη, klíne) era una casta de moble semblant a un divan o un llit amb el capçal corb que s'emprava a l'antiga Grècia com a seient durant els seus simpòsiums. Posteriorment fou adoptat pels etruscs i els romans en els seus equivalents en la societat romana, els convivis, on s'anomenava lectus.
Amb tres clines disposades entorn d'una taula baixa (habitualment quadrada) en tres dels seus costats fent forma d'U, i deixant el quart costat buit per a permetre als servents d'acostar-s'hi, es formava un triclini, on els comensals, recolzats sobre el seu costat esquerre, gaudien del menjar. Si només s'utilitzaven dues clines, es formava un biclini.

## Història

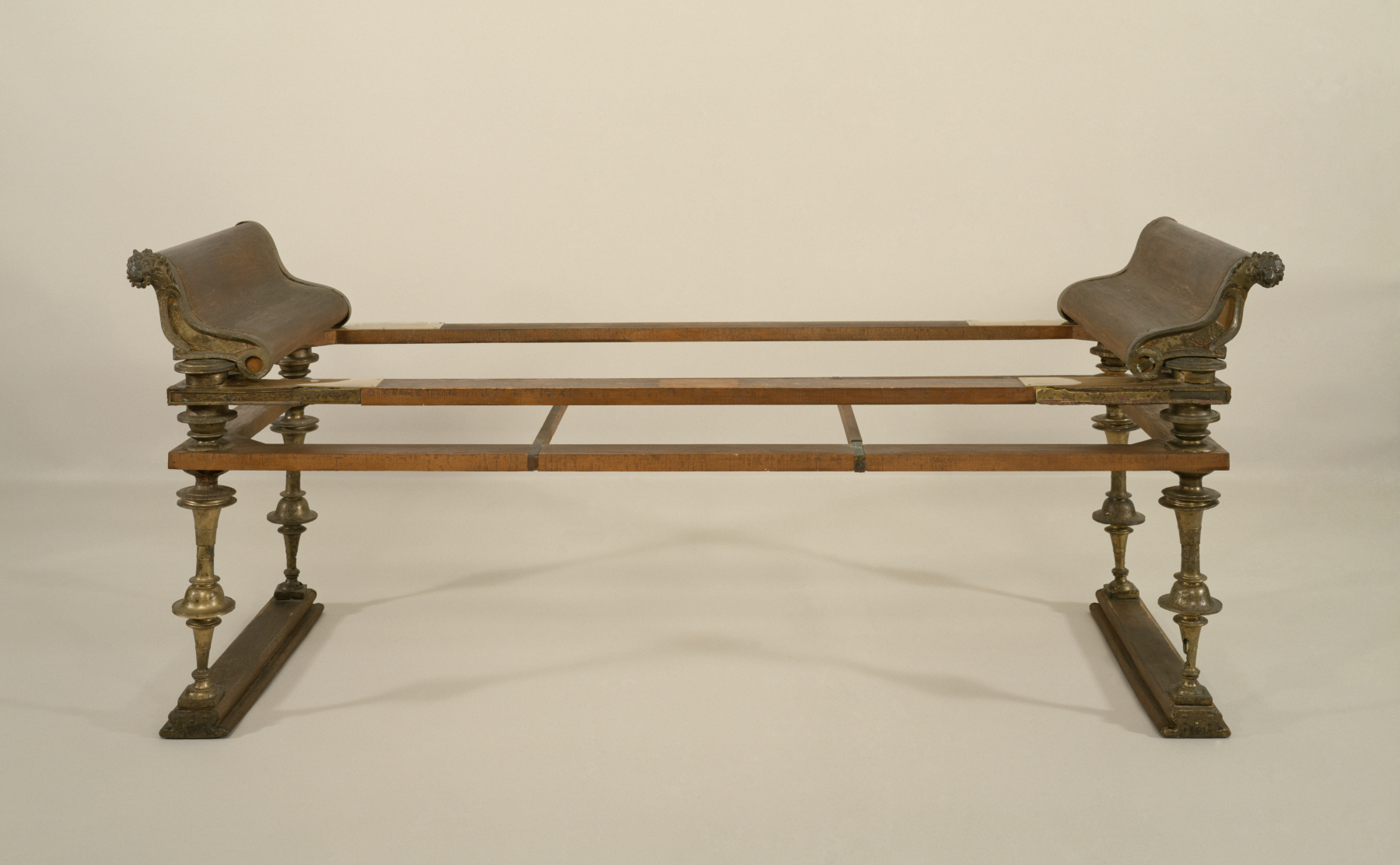
Cline romana del

La cline ja està testimoniada entre els grecs a final del segle vii aC. En època arcaica, les clines tenien el capçal lleugerament elevat, però durant l'època clàssica es varen desenvolupar diverses variants de capçals. Aparegueren nous reposacaps corbats, com a punt de suport, que eren la peça més important de joieria que formava la cline, i sovint estaven decorats amb talles en fusta, os, vori, o relleus de bronze.
Els romans feien distinció entre el cubicularis lectus ('llit per dormir') i la triclinaris lectus ('llit per menjar'). No obstant això, es creu que en les llars modestes les clines tenien més funcions, com per exemple un llit de mort. Aquest ús també es reflecteix en els sarcòfags antics en forma de clines.
Durant l'Imperi Romà, la seqüència de clines individuals va ser reemplaçada per sistemes tancats, com ara la forma d'omega (stibadium).

## Descripció

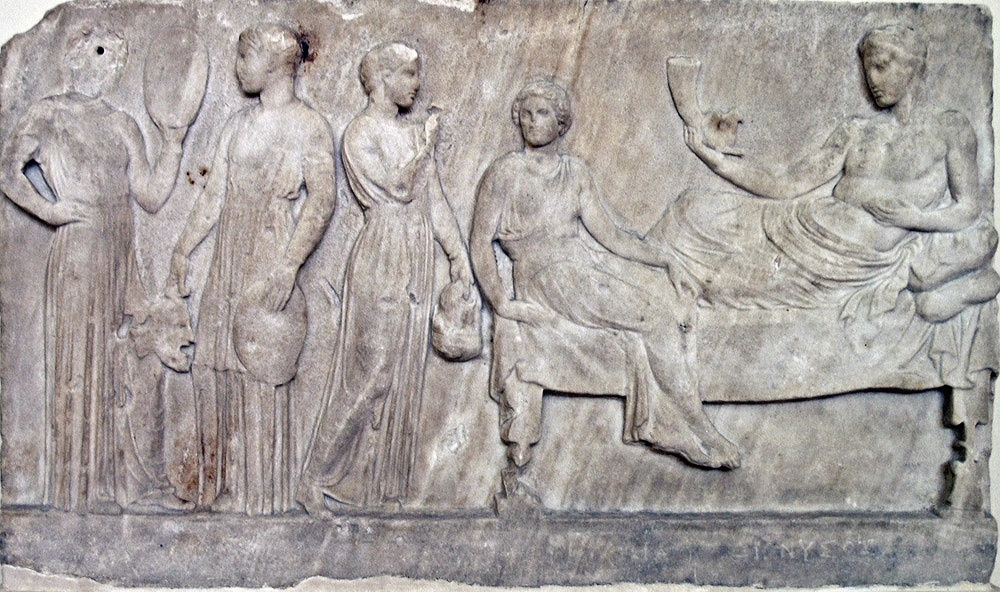
Relleu votiu en marbre que es troba al Pireu, amb Dionís allargat en una cline

La cline tenia forma rectangular i es recolzava sobre quatre potes, dues de les quals podien ser més llargues que les altres, i podia tenir un recolzabraços o una capçalera. Richter distingeix tres tipus: les que tenen potes d'animals, les que tenen potes tornejades i les que tenen potes rectangulars. Malgrat tot, aquesta terminologia és una mica problemàtica.
Les clines estaven fetes de diversos materials: marbre, bronze, metall (a vegades preciós) o fusta (a vegades amb incrustacions). Es podien trobar clines de pedra en els menjadors de les cases d'hostes, jardins i santuaris.
La cline es cobria amb una tela, i a prop del braç o dels recolzabraços se solien col·locar coixins, de manera que esdevenia un moble molt adient per a utilitzar en els simpòsiums. Aquestes fundes podien ser de cuir, llana o lli, encara que també podria haver-se utilitzat la seda. Els coixins o el mateix llit podien estar farcits de llana, plomes, fulles o fenc. També s'han trobat nombroses representacions de clines recobertes de teles precioses i amb coixins en ceràmiques.
Les excavacions arqueològiques han posat al descobert clines gregues, entre les quals destaquen les excavacions submarines de Galera de Mahdia a començament del segle xx. D'altra banda, a la Casa dels segells de Delos es va descobrir in situ una pota tornejada d'una cline de bronze, cosa que ha permès imaginar com devien ser aquest tipus de moble en la realitat.